# اورسولا ۳۷۵
سیارک ۳۷۵ (به انگلیسی: 375 Ursula، نامگذاری:1893AL) سیصد و هفتاد و پنجمین سیارک کشف شده‌است که در ۱۸ سپتامبر ۱۸۹۳ و در نیس کشف شد.
قدر مطلق سیارک برابر ۷٫۴۷ است.